# Thornton Wilder
Thornton Niven Wilder (Madison, Estados Unidos, 17 de abril de 1897-Hamden, Estados Unidos, 7 de diciembre de 1975) fue un dramaturgo, escritor, novelista y guionista estadounidense, ganador de tres Premios Pulitzer, uno de ellos otorgado por su novela El puente de San Luis Rey y los otros dos por las obras de teatro Nuestro pueblo y La piel de nuestros dientes respectivamente, además de un Premio Nacional del Libro de los Estados Unidos por la novela El octavo día.

## Biografía
"Es difícil dejar de convertirse en la persona que los demás creen que uno es.” Thornton Wilder

### Aspectos familiares
Nació en Madison, Wisconsin el 17 de abril de 1897. Hijo de Amos Parker Wilder, dueño y editor de un periódico y cónsul general de los Estados Unidos destinado en Shanghái y Hong Kong, e Isabella Niven, una mujer culta y educada, que infundió en sus hijos amor por la literatura y las lenguas. Su hermano mayor, Amos Niven Wilder, fue profesor en la escuela Teológica de Harvard y un afamado poeta, cuya afición al tenis le llevó incluso a jugar el torneo de Wimbledon en 1922. Su hermana Isabella, una vez venció sus temores iniciales, se convirtió en la autora de tres famosas novelas y creó el archivo teatral de la Universidad de Yale. Sus otras dos hermanas, Charlotte y Janet Nieven Wilder, poetisa y zoóloga respectivamente, asistieron al Mount Holyoke College, donde se convirtieron en excelentes estudiantes. Thornton también tuvo dos hermanos gemelos que fallecieron al nacer.
Wilder comenzó escribiendo obras para el Theacher School en Ojai (California), pero sufrió cierto acoso estudiantil. Sin embargo, sus padres decidieron trasladarse a Berkeley, donde su hermana Janet nació en 1910 y allí Thornton asistió a la Emerson Elementary School, y se graduó en 1915 en la Berkeley High School. Llegó incluso a estudiar derecho durante dos años antes de abandonar la escuela. Tras prestar servicio en la Guardia Costera durante la Primera Guerra Mundial, ingresó en la Universidad de Yale para graduarse en arqueología en 1920. Allí también pulió su escritura en el grupo literario de la fraternidad "Alpha Delta Phi".

### Carrera literaria
En 1926, Wilder escribe su primera novela, The Cabala (La Cábala). En 1927, la novela The Bridge of San Luis Rey (El Puente de San Luis Rey)  le trajo grandes satisfacciones económicas y el premio Pulitzer de Narrativa en 1928. El libro entremezcla las vidas de un heterogéneo grupo de personas en el Perú colonial, vidas que sólo tienen un punto en común, el accidente en el que mueren. De 1930 a 1937 imparte clases en la Universidad de Chicago. De nuevo, en 1938 vuelve a ganar el Pulitzer de teatro por su obra dramática Our Town (Nuestra Ciudad) una emocionante visión de la vida en una pequeña ciudad ficticia situada en Nuevo Hampshire y otra vez en 1943 con la obra The Skin of Our Teeth (La Piel de nuestros dientes), una obra que ronda temas sobre la condición y existencia humana a través de las distintas épocas y con la literatura, filosofía y religión como pilares de la civilización.
En 1948, publica The Ides of March (Los Idus de Marzo), una mezcla de novela histórica y epistolar que toma como título la fecha en que asesinaron a Julio César y, según el mismo Wilder, fabula "sobre ciertos sucesos y personas de los últimos días de la república romana" inspirándose en parte en las cartas en cadena que circularon contra Mussolini en Italia bajo la dictadura fascista y en los días en que estudiaba arqueología en Roma. De hecho, ya había cultivado el género de la novela histórica con El puente de San Luis Rey (1927) y La mujer de Andros (1930). En su última novela, Theophilus North, escrita en primera persona, fabula sobre un hombre que decide sobrevivir haciéndose pagar como lector en voz alta, pero la sociedad lo valora por su capacidad para resolver curiosos problemas; por ejemplo, una mujer casada que decide concebir un hijo de otro hombre (él) para poderle dar un hijo a su marido estéril, sin confesárselo. La novela fue adaptada al cine con el título de Mr North. Durante la 2.ª Guerra Mundial Wilder ascendió en grado hasta teniente coronel en las fuerzas aéreas además de ganar algunas condecoraciones.
Fue también profesor en la Universidad de Hawái y en Harvard. Siempre se consideró a sí mismo profesor primero y escritor después. Continuó escribiendo toda su vida, y recibió numerosos premios y reconocimientos como el premio por la paz en 1957 de la oficina alemana del libro o la medalla presidencial de la libertad en 1963. En 1967 ganó el Premio Nacional de literatura por El octavo día, una historia acerca de las circunstancias que rodean un asesinato. Uno de los trabajos que más éxito le reportaron, La Casamentera (1954), se basó en una farsa inglesa del siglo XIX, y fue llevado al cine en 1958; luego, adaptada en 1964, dio origen a la comedia musical Hello, Dolly!, que, a su vez, se filmó en 1969. Por otra parte, participó como guionista en 1943 en el thriller La sombra de una duda, dirigida por Alfred Hitchcock.
Thornton Wilder muere en 1975 a los 78 años en Hamdem, Connecticut, donde llevaba viviendo algunos años junto a su hermana Isabel. El círculo de amistades de Wilder era muy amplio y le gustaba mezclarse con otros famosos como Ernest Hemingway, F. Scott Fitzgerald, Zelda Fitzgerald, Alice B. Toklas, Jean-Paul Sartre,Willa Cather, Montgomery Clift, o Gertrude Stein, la actriz Ruth Gordon; el boxeador Gene Tunney; y la decoradora y aristócrata Sibyl Colefax. Con Stein se encontró durante la gira de conferencias estadounidense de ella en 1934-35. Rápidamente se convirtieron en mentora y alumno, así como amigos, y Wilder transmitió con elocuencia lo que Stein le enseñó a través de sus introducciones a sus libros, así lo recordó en sus cartas publicadas por Ulla Dydo y Edward M. Burns.
Fue gran amigo del escritor Samuel M. Steward. Y su obra, al igual que la de su amigo, representó al teatro de fuerte crítica social que tuvo lugar durante la década de 1930 con obras como Nuestra ciudad, descripción de la vida corriente de un pueblo sin apenas acción.

## Obra

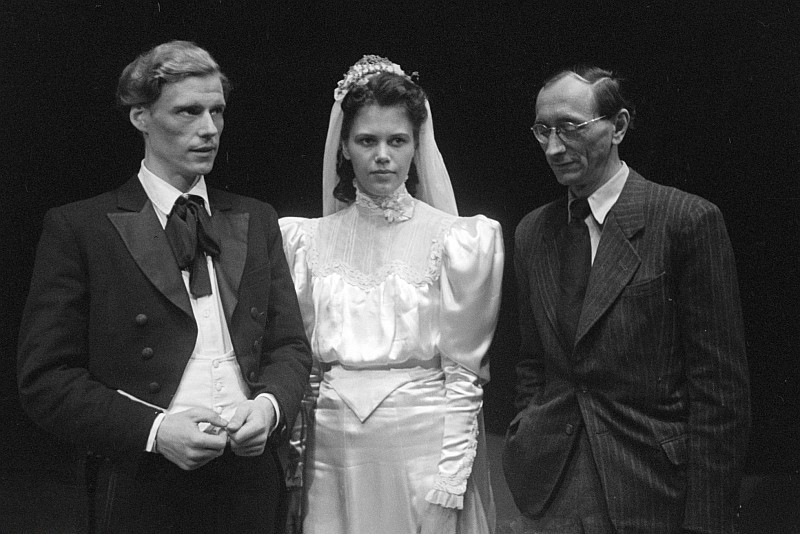
Our Town: Nuestra ciudad, Berlín, 1951.

### Novelas
- The Cabala, 1926. Tr. >> La Cabala, Edhasa, 1991.
- The Bridge of San Luis Rey, 1927. Tr. >> El puente de San Luis Rey, Edhasa, 2004
- The Woman of Andros, 1930. Tr. >> La mujer de Andros,  451.http, 2007.
- Heaven's My Destination, 1935. Tr. >> Mi destino, el cielo.
- The Ides of March, 1948. Tr. >> Los idus de marzo, Alianza Editorial, 1975, y Edhasa, 2005
- The Eighth Day, 1967. Tr. >> El octavo día, Aguilar, 1971.
- Theophilus North, 1973. Tr. >> Theophilus North, 451.http, 2009.

### Obras teatrales
- 'The Trumpet Shall Sound, 1926 - La trompeta debe sonar,
- An Angel That Trouble The Water and Other Plays', 1928 - El ángel agita el agua y otras obras, -
- 'The long Christmas Dinner 1931- La larga cena de navidad (con una colección de pequeñas obras).
- Our Town, 1938 - Nuestra ciudad.
- The Merchant of Yonkers, 1938 - El comerciante de Yonkers.
- The Skin of Our Teeth, 1942  - La piel de nuestros dientes.
- The Matchmaker, 1954 – La Casamentera.
- Chilhood, 1960 - Chicos del barrio.
- Infancy, 1960 - Infancia.
- Plays for Bleecker Street, 1962 - Juegos por la calle Bleecker.
- The Aclestiad: Or, A Life in the Sun, 1977 - El aclestiado: o, una vida en el Sol.
- The Collected Short Plays of Thornton Wilder, Vol.1, 1997 - Colección de pequeñas obras de Thornton Wilder, Vol.1.
- Our Town, 2012 - Nuestro Pueblo.

### Películas basadas en sus obras
- Sinfonía de la vida, EE. UU. 1940 (basada en la obra de teatro Our town)
- El puente de San Luis Rey, EE. UU. 1944
- La casamentera, EE. UU. 1958
- Hello, Dolly!, EE. UU. 1969
- Mr. North, EE. UU. 1988
- Historias de la tele, EE. UU. 2002
- El puente de San Luis Rey, Reino Unido, España, Francia 2004